# آکساروو
آکساروو (انگلیسی: Aksarovo) یک شهرک در شهرستان کویورگازینسکی جمهوری باشقیرستان در کشور روسیه است.